# Scleronema macanuda
Scleronema macanuda es una especie del género de peces de agua dulce Scleronema, perteneciente a la familia de los trichomictéridos. Habita en ambientes acuáticos subtropicales en el centro-este de Sudamérica.

## Taxonomía
Descripción original
Esta especie fue descrita originalmente en el año 2020 por los ictiólogos Juliano Ferrer y Luiz Roberto Malabarba.
Localidad tipo
La localidad tipo referida es: “Sentinela do Sul, en las coordenadas 30°43′13″S 51°39′28″O / -30.72028, -51.65778, canal de irrigación que drena al arroyo Velhaco, perteneciente a la cuenca de la laguna de los Patos, estado de Río Grande del Sur, Brasil”.
Holotipo
El ejemplar holotipo designado es el catalogado como: MCN 20230, el cual midió 71,8 mm de longitud estándar. Fue capturado el 15 de julio de 2010 por M. A. Azevedo y T. V. Aguzzoli. Fue depositado en la colección de ictiología del Museo de Ciencias Naturales (MCN), Fundación Zoobotánica de Río Grande del Sur, ubicada en la ciudad gaúcha de Porto Alegre, Brasil.
Etimología
Etimológicamente, el término genérico Scleronema se construye con dos palabras del idioma griego, en donde: skleros significa 'duro' y nema es 'filamento'. El epíteto específico macanuda es un adjetivo regional empleado para describir a una gran persona, haciendo así alusión al tamaño de esta especie, la más grande entre los integrantes del género Scleronema.
Relaciones filogenéticas y características
Dentro del género Scleronema, S. macanuda pertenece al grupo de especies Scleronema operculatum. 
Scleronema macanuda guarda una gran semejanza con S. operculatum, pero difiere de esta en el patrón cromático en el lateral del cuerpo, el cual presenta una serie media lateral de 6 a 9 manchas redondeadas de color negro, las que son más grandes que el opérculo (en S. operculatum son entre 10 y 14 manchas, más pequeñas o equivalentes en tamaño al opérculo); también difiere en que la punta de la barbilla maxilar se extiende entre los márgenes anterior y posterior del interopérculo (en S. operculatum nunca supera el margen anterior del interopérculo). Posee una longitud estándar de entre 15,8 a 93,6 mm.

## Distribución y hábitat
Scleronema macanuda vive en el estado de Río Grande del Sur (sur de Brasil) y en Uruguay. Se distribuye en la porción baja de la cuenca del río Uruguay, el cual es parte de la cuenca del Plata, cuyas aguas se vuelcan en el océano Atlántico Sudoccidental por intermedio del Río de la Plata. Fue colectado ampliamente en el río Negro y sus afluentes, en el arroyo Higueritas y en la desembocadura del río Queguay. También posee poblaciones en las cuencas de las lagunas de los Patos y Merín, así como en pequeños drenajes costeros atlánticos del sudeste de Uruguay.
Habita en lechos de arena de ríos y arroyos, en compañía de S. minutum. 
Se alimentan de inmaduros de dípteros acuáticos, oligoquetos, Ephemeroptera, y plantas. Cuando superan los 35 mm ya están en condiciones de reproducirse.
Ecorregionalmente, Scleronema macanuda habita en las ecorregiones de agua dulce Uruguay inferior y laguna dos Patos.

## Conservación
Los autores recomendaron que, según los lineamientos para discernir el estatus de conservación de los taxones —los que fueron estipulados por la organización internacional dedicada a la conservación de los recursos naturales Unión Internacional para la Conservación de la Naturaleza (IUCN)—, en la obra Lista Roja de Especies Amenazadas Scleronema macanuda sea clasificada como una “especie bajo preocupación menor” (LC), al no haberse podido detectar amenazas específicas.